# فوستر كامبل
فوستر كامبل (بالإنجليزية: Foster Campbell)‏ هو شخصية أعمال وسياسي أمريكي، ولد في 6 يناير 1947 في شريفبورت في الولايات المتحدة. حزبياً، نشط في الحزب الديمقراطي. وقد انتخب عضو مجلس ولاية لويزيانا.

## وصلات خارجية
- الموقع الرسمي